# Michael Specter

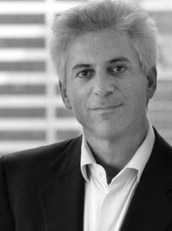
Michael Specter

Michael Specter, född 1955, är en amerikansk författare och journalist som skriver för tidningen The New Yorker, vilket han har gjort sedan 1998. Han skriver huvudsakligen om vetenskap, teknologi och globala hälsoproblem.
Specter startade i Washington Post år 1985, där han först skrev om lokala frågor, och därefter vetenskap. Han blev sedermera chef för kontoret i New York. 1991 började han skriva i The New York Times, och var korrespondent i Moskva från 1994 till 1998. Han skrev bland annat om krigen i Tjetjenien och det ryska presidentvalet 1996. 1998 blev han korrespondent i Rom.
2009 gav han ut boken Denialism (ungefär "förnekelse"), som handlar om varför personer i USA och Europa avvisar vetenskapliga sanningar som baserats på fakta, data och bevis, och istället omfamnar sådant som är bekvämare och konstruerat. Bland ämnena han går igenom är organisk mat, vaccinsäkerhet och genomik. 2010 höll han ett uppmärksammat tal om sin bok på TED, kallat The danger of Science Denial.